# چاه لال‌محمد چهل‌منی
چاه لال‌محمد چهل‌منی یا چهل‌منی روستایی در دهستان چشمه زیارت بخش مرکزی شهرستان زاهدان استان سیستان و بلوچستان ایران است.

## جمعیت
بر پایه سرشماری عمومی نفوس و مسکن در سال ۱۳۹۵ جمعیت این روستا ۲۱ نفر (۷خانوار) بوده‌است.